# Coalition pour Melilla
 (février 2019).
Si vous disposez d'ouvrages ou d'articles de référence ou si vous connaissez des sites web de qualité traitant du thème abordé ici, merci de compléter l'article en donnant les références utiles à sa vérifiabilité et en les liant à la section « Notes et références ».
La Coalition pour Melilla (en espagnol : Coalición por Melilla) (CpM) est un parti politique espagnol de gauche de type régionaliste Rifain fondé en 1995.

## Description
Le parti vise à défendre les intérêts de la région de Melilla.
Lors des élections générales espagnoles de novembre 2019, il a manqué 180 voix pour le Congrès pour être en tête et ainsi obtenir l'unique siège de la Circonscription électorale de Melilla.